# ISO 3166-2:MG
ISO 3166-2:MG est l'entrée pour Madagascar dans l'ISO 3166-2, qui fait partie du standard ISO 3166, publié par l'Organisation internationale de normalisation (ISO), et qui définit des codes pour les noms des principales administration territoriales (e.g. provinces ou États fédérés) pour tous les pays ayant un code ISO 3166-1.

## Provinces (5)
Madagascar était divisée administrativement en six provinces (faritany), devenues ensuite pour 5 d’entre elles des provinces autonomes (faritany mizakatena). Bien que dissoutes et subdivisées en régions, elles subsistent en tant qu'entités géographiques. Elles sont nommées d’après le nom de la ville siège de la préfecture.
Les noms des subdivisions sont listés selon l'usage de la norme ISO 3166-2, publiée par l'agence de maintenance de l'ISO 3166.
```
MG-T
 
Antananarivo

MG-D
 
Antsiranana

MG-F
 
Fianarantsoa

MG-M
 
Mahajanga

MG-A
 
Toamasina

MG-U
 
Toliara
```

Historique des changements
- 8 avril 2008 : Inclusion de l’anglais comme langue officielle dans l’Article 4 de la Constitution de Madagascar, avril 2007
- 3 novembre 2014 : Mise à jour de la Liste Source
- 27 novembre 2015 : Mise à jour de la Liste Source